# Laophonte ciliata
Laophonte ciliata är en kräftdjursart som beskrevs av Noodt 1964. Laophonte ciliata ingår i släktet Laophonte och familjen Laophontidae. Inga underarter finns listade i Catalogue of Life.